# Preußisches Ministerium der geistlichen, Unterrichts- und Medizinalangelegenheiten

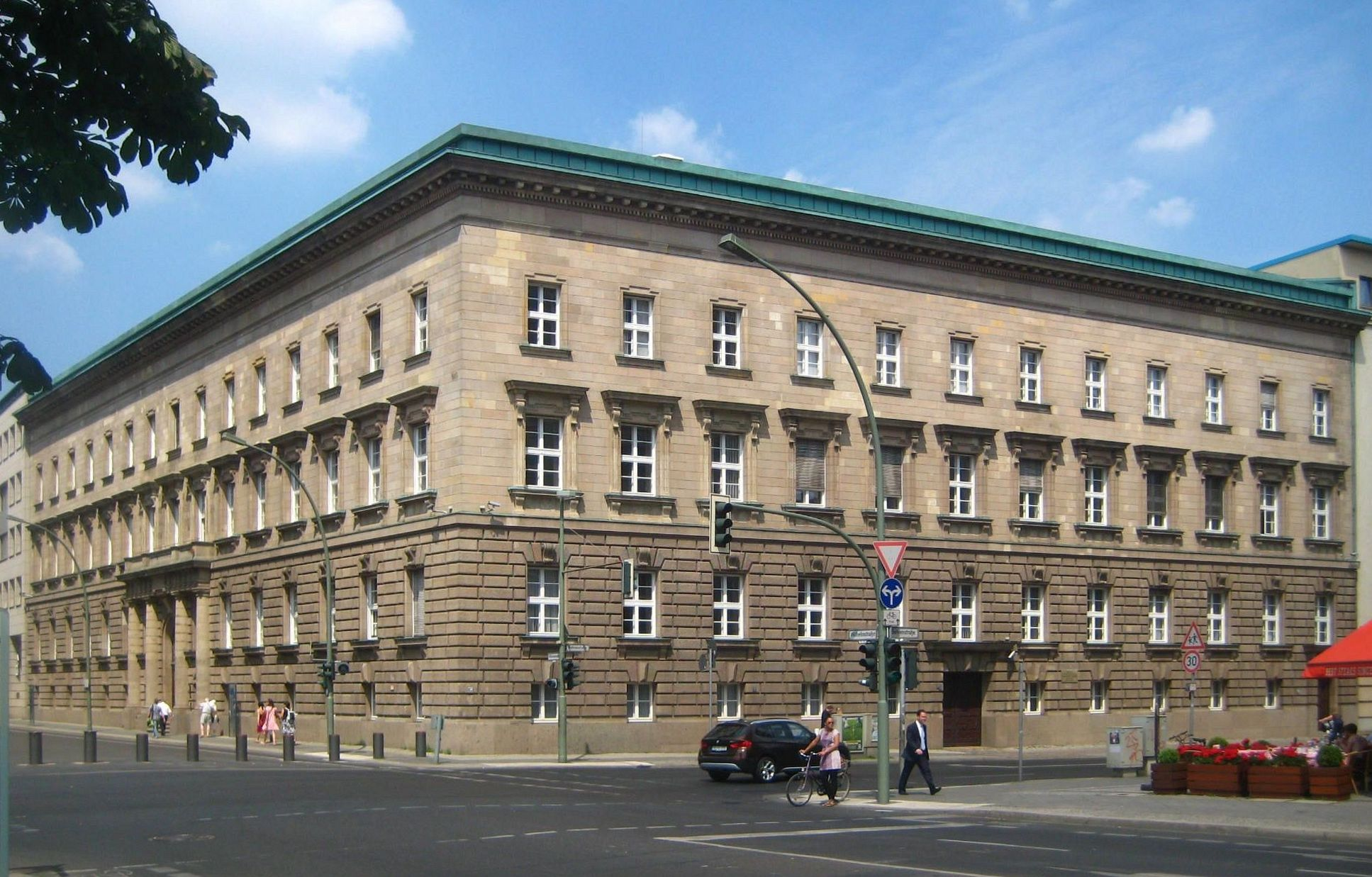
Erweiterungsbau des ehemaligen Preußischen Kultusministeriums in der Berliner Wilhelmstraße, ab 1934 Sitz des Reichserziehungsministeriums, ab 1949 des Ministeriums für Volksbildung der DDR

Das Ministerium der geistlichen, Unterrichts- und Medizinalangelegenheiten (Eigenschreibweise: Ministerium der Geistlichen, Unterrichts und Medizinal-Angelegenheiten) entstand aus der vom Dezember 1808 bis November 1817 bestehenden, zum Innenministerium gehörenden Sektion bzw. Abteilung „für den Kultus und öffentlichen Unterricht“.
Die Errichtung als eigenes Ministerium begann Anfang November 1817 mit Punkt III des Erlasses König Friedrich Wilhelms III. an das Staatsministerium:

„Der Minister des Innern giebt das Departement für den Kultus und öffentlichen Unterricht und das damit in Verbindung stehende Medizinalwesen ab. Die Würde und Wichtigkeit der geistlichen und der Erziehungs- und Schulsachen macht es räthlich, diese einem eigenen Minister anzuvertrauen, und Ich ernenne dazu den Staatsminister Freiherrn von Altenstein.“

Zwei Wochen später wurde

„das unbesetzte obere Stockwerk des alten Postgebäudes, Königstraße 6, Ecke Poststraße 1, dem Minister v. Altenstein vorläufig als Geschäftsräume überwiesen“

In offiziellen Adressen wurde die Bezeichnung „Kultusministerium“ nicht verwendet. Es bestand mit wechselnder Bezeichnung und Zuständigkeit bis 1945.

## Geschichte und Aufgaben
Das Ministerium hatte die staatliche Aufsicht über die Kirchen, war zuständig für das preußische Schul- und Hochschulwesen und bekam nach und nach bis 1849 auch die Zuständigkeit der staatlichen Medizinalverwaltung übertragen, für die zuvor das Innenministerium zuständig war. Für diese Aufgabe stand dem Ministerium die 1808 errichtete (königlich wissenschaftliche) Deputation für das Medizinalwesen zur Seite, die 1849 im Ministerium aufging.
Zum Ressort des Ministeriums zählten auch die Königlich-Preußische Akademie der Wissenschaften, die Kunstakademien, die Museen, die Königliche Bibliothek zu Berlin, die Berliner Sternwarte, der botanische Garten, das Königlich Geodätische Institut Potsdam und das Preußische Meteorologische Institut in Berlin.
Zur Zeit des Kulturkampfes kam dem Kultusministerium eine zentrale Bedeutung bei den Auseinandersetzungen mit der katholischen Kirche zu. In Reaktion auf die disziplinarischen Maßregelungen des Vatikans gegenüber Gegnern der im Konzil von 1870 verkündeten Unfehlbarkeit des Papstes erließ die Abteilung für katholische Kirchenangelegenheiten des Ministeriums bis 1874 eine Vielzahl von Gesetzen zur Einschränkung der kirchlichen Rechte, verbot den Jesuitenorden und entzog der Kirche die staatlichen Zuwendungen. Nach der Beendigung der Auseinandersetzungen trat Adalbert Falk 1879 als Kultusminister zurück.
Nachdem bereits 1879 das Dienstgebäude um einen Neubau Unter den Linden 4 (heute 69) nach Plänen von Bernhard Kühn unter Leitung von Adolf Bürckner im spätklassizistischen Stil erweitert wurde, kam wegen des zunehmenden Platzbedarfs 1903 zum Hauptbau ein Erweiterungsbau in der Wilhelmstraße 68 hinzu, entworfen von Paul Kieschke. Nachdem die Medizinalverwaltungsaufgaben 1910 wieder an das Innenministerium übertragen wurden, änderte sich entsprechend die Bezeichnung des Ministeriums. Ein weiteres Mal wurde das Ministerium 1918 nach der Revolution in Ministerium für Wissenschaft, Kunst und Volksbildung umbenannt. Zu Wissenschaft, Kunst und Volksbildung zählte für das Ministerium Mitte der 1920er Jahre das neue Medium Rundfunk; zum Ausloten der (damals noch nicht so genannten) multimedialen Möglichkeiten gründete das Ministerium 1928 die Rundfunkversuchsstelle, die die Nationalsozialisten wegen des experimentellen Charakters kurz nach der Machtübernahme wieder schlossen.

## Entwicklung nach 1933
1933 bis 1945
Nach der Machtübernahme der Nationalsozialisten wurde Bernhard Rust, Gauleiter von Süd-Hannover-Braunschweig, kommissarisch zum preußischen Kultusminister ernannt. Die sofortige Ernennung war möglich, weil seit dem sogenannten ‚Preußenschlag‘ 1932 ein Reichskommissar die preußischen Regierungsgeschäfte leitete und somit die Regierung Hitler direkten Zugriff auf das Land Preußen hatte.
Nachdem die Zuständigkeit für Kunstangelegenheiten dem Reichsministerium für Volksaufklärung und Propaganda übertragen worden war, wurde am 1. Mai 1934 der preußische Kultusminister Rust zum Reichsminister für Wissenschaft, Erziehung und Volksbildung ernannt. Als Basis des neu geschaffenen Reichsministeriums diente das preußische Kultusministerium, dessen Beamten zugleich die Geschäfte des Reiches erledigten. Mit dem Jahresbeginn 1935 wurde die Bezeichnung des Ministeriums entsprechend angepasst und die Behörde firmierte nunmehr als Reichs- und Preußisches Ministerium für Wissenschaft, Erziehung und Volksbildung (kurz: Reichserziehungsministerium/REM). Zum 1. Oktober 1938 wurde der Verweis auf Preußen getilgt und das Ministerium endgültig zum Reichsministerium für Wissenschaft, Erziehung und Volksbildung umbenannt. Im Zweiten Weltkrieg wurde der Gebäudekomplex mit Ausnahme der östlichen Hofflügel und Teile des Verbindungsganges zum Erweiterungsbau zerstört.
1945 bis 1989
Nach Kriegsende und Gründung der Deutschen Demokratischen Republik (DDR) wurde das Gebäude in der Wilhelmstraße neu errichtet und bis zur Wende 1989 durch das Ministerium für Volksbildung genutzt.
Nach der Wende (DDR) wurde das Grundstück neu bebaut.